# Kantenstecher

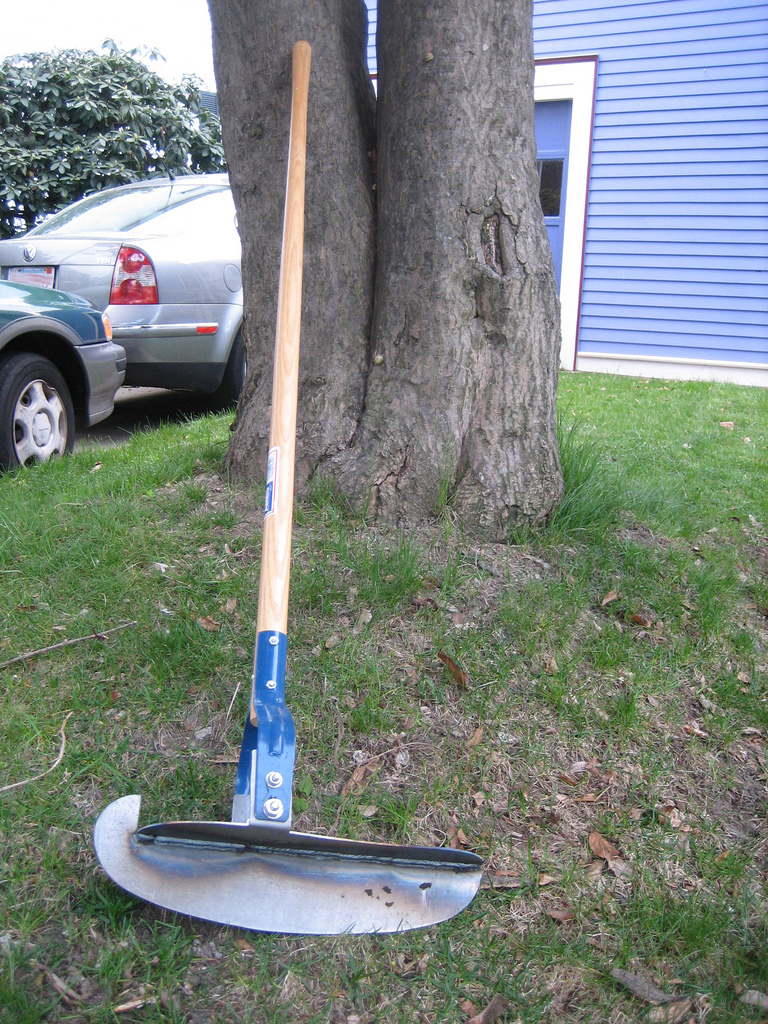
Kantenstecher

Ein Kantenstecher ist ein Gerät, um überhängendes Gras am Wegrand oder am Rand eines Beetes glatt abzuschneiden. Im Meyers Konversations-Lexikon Band 6 von 1887 ist das manuelle Gartengerät als 10 cm breites, 25–30 cm langes, halbmondförmig gebogenes Eisen mit hölzernem Stiel zum Abstechen der Rasen- und Wegkanten beschrieben. Es gibt auch benzin- und elektromotorbetriebene Variationen.
Dem Katalog der Internationalen Gartenbauausstellung in Hamburg 1869 ist zu entnehmen, dass ein dort ausgestellter Kantenstecher mit einer Bronzemedaille ausgezeichnet wurde.
Der Botaniker Ernst Hallier beschrieb Ende des 19. Jahrhunderts in seinem Werk Grundzüge der landschaftlichen Gartenkunst den Einsatz des Werkzeugs: „Den Rasenkanten muß man beständig mit dem Kantenstecher und der Rasenschere nachhelfen; schadhafte Stellen müssen durch Rasenziegel ausgebessert werden, die man für jeden größeren Park zur Vermeidung des Klees und anderer Unkräuter aus eigener Anzucht in beliebigen Quantitäten in Bereitschaft halten sollte.“